# Wybory do Parlamentu Europejskiego w Portugalii w 2004 roku
Wybory do Parlamentu Europejskiego VI kadencji w Portugalii zostały przeprowadzone 13 czerwca 2004. Portugalczycy wybierali w nich 24 deputowanych, o jednego mniej niż w poprzednich wyborach. Frekwencja wyborcza wyniosła 38,6%. Sukces w wyborach odniosła opozycyjna Partia Socjalistyczna, która zdobyła połowę mandatów przewidzianych dla Portugalii. Drugie miejsce zajęła centroprawicowa koalicja obejmująca Partię Socjaldemokratyczną i CDS-Partię Ludową.

## Wyniki wyborów
| Lista wyborcza | Głosy     | %     | Mandaty | Zmiana |
| -------------- | --------- | ----- | ------- | ------ |
| PS             | 1 516 001 | 44,5% | 12      | –      |
| Força Portugal | 1 132 769 | 33,3% | 9       | –2     |
| PCP-PEV        | 309 401   | 9,1%  | 2       | –      |
| BE             | 167 313   | 4,9%  | 1       | +1     |
| PCTP/MRPP      | 36 294    | 1,1%  | 0       | –      |
| PND            | 33 833    | 1,0%  | 0       | –      |
| PPM            | 15 454    | 0,5%  | 0       | –      |
| MD             | 13 840    | 0,4%  | 0       | –      |
| MPT            | 13 671    | 0,4%  | 0       | –      |
| PH             | 13 272    | 0,4%  | 0       | –      |
| PNR            | 8 405     | 0,3%  | 0       | –      |
| PDA            | 5 588     | 0,2%  | 0       | –      |
| POUS           | 4 275     | 0,1%  | 0       | –      |
| Głosy puste    | 87 442    | 2,6%  | –       | –      |
| Głosy nieważne | 47 224    | 1,4%  | –       | –      |
| Razem          | 3 404 782 | 100   | 24      | –1     |